# Scopula pseudohonestata
Scopula pseudohonestata är en fjärilsart som beskrevs av Eugen Wehrli 1926. Scopula pseudohonestata ingår i släktet Scopula och familjen mätare. Inga underarter finns listade.